# Emanuel Beránek
Emanuel Beránek (1808 Praha – ?) byl český artista, akrobat, krasojezdec a podnikatel, klíčová postava prvního českého řádného cirkusového souboru. Poté, co roku 1833 převzal vedení rodinného krasojezdeckého souboru, vybudoval cirkusový ansámbl, posléze známý jako Národní cirkus, který mimo zájezdů po českých zemích krátce provozoval i svou vlastní scénu v Praze.

## Život

### Mládí
Narodil se v Praze v rodině akrobata, provazochodce a krasojezdce Josefa Beránka (1781–1851). Otec, pocházející údajně z východních Čech, pobýval na pražském předměstí na pozemcích barona Wimmera, v místech pozdějšího Karlína, neboť za hradbami Prahy nesměl své umění provozovat. Posléze pak provozoval vlastní krasojezdeckou společnost. Emanuel se odmala pohyboval v artistickém prostředí, brzy si osvojil jízdu na koni a spolu se svým bratrem Josefem (1810–?) začal se připravovat na dráhu krasojezdce. Tomuto umění se učil u původem francouzského cirkusu de Bach, který v Čechách pravidelně vystupoval a se kterým pak s bratrem v zahraničí vystupovali. V červenci 1825 se oženil s Terezií Peciválovou z Borohrádku, která se rovněž stala krasojezdkyní, stejně jako několik jejích sester.

### První český cirkus
Josef Beránek starší pojal roku 1828 za manželku vdovu Marii Dallmayerovou, původem francouzskou majitelku cirkusového souboru, který sňatek a Beránkova finanční pomoc zachránila před bankrotem. Nedlouho po svatbě Marie Josefa Beránka opustila kvůli vztahu s akrobatem Antonínem Delionem a Beránek se tak stal ředitelem celého souboru. Soubor také kočoval mimo Prahu. Roku 1833 předal v Ústí nad Orlicí, kde tehdy cirkus vystupoval, stárnoucí Josef Beránek synu Emanuelovi řízení rodinného souboru.
Soubor se pak pod jeho vedením poměrně zdárně rozvíjel a rozrůstal, podnikal také zájezdy do zahraničí. Beránek byl zapáleným českým vlastencem, soubor tak posléze vystupoval pod názvem Národní cirkus. Program byl také postupně rozšiřován mimo krasojízdy i o další umělecké formáty, jako vystoupení komiků a siláků, loutková čísla a další. Angažován zde byl mj. také známý český loutkář Jan Laštovka, známý jako Honza Lašťovák. Terezie Beránková-Peciválová zde pak působila jako krasojezdkyně pod uměleckým jménem Olympie Percivalová, stejně tak začala pomáhat svému manželovi s účetnictvím a dalšími úkony při řízení souboru. Během hostování v pruském Štětíně se k souboru na Emanuelovu žádost přidal též jeho švagr Ignác Pecivál, který vypomáhal s provozem a rovněž se učil krasojízdě.
V dalších letech pak soubor podnikl turné po oblastech rakouského, pruského i ruského Polska, Uher, Sedmihradsku, Haliči, Srbsku, Turecku, a českém a moravském venkově. Okolo roku 1840 pořídil Beránek statek v Prachovicích u Dašic, kde pro svůj cirkus vybudoval tzv. zimní byty pro přečkání zimního období. Na statku posléze hospodařili rodiče jeho manželky, kteří se tam přestěhovali z Horního Jelení. Roku 1843 statek prodal a zakoupil objekt lázní v Petrkově u Německého Brodu. Roku 1845 se soubor vydal na další turné na Balkán a do Turecka. Absolvovali řadu vystoupení, mj. také v Bělehradě či Bukurešti. 6. června 1846 měl soubor možnost odehrát sérii představení pro osmanského sultána Abdülmecida I. v Ruščuku. Následně pak přes Šumen a Drinopol pokračoval do Cařihradu, odkud se pak přes ruskou Besarábii vrátil do Čech. Soubor v té době platil za největší ve střední Evropě.

### Národní cirkus
Aby vyřešil potřebu stálé pražské scény, kde by soubor mohl působit, rozhodl se Beránek roku 1850 přebudovat a modernizovat starší kruhovou dřevěnou arénu na Dobytčím trhu (pozdější Karlovo náměstí), pojmenovanou Národní cirkus. Ta byla, jako jeden z prvních divadelních prostorů v Praze, vybavena plynovým osvětlením (ještě dříve, než do té doby největší pražské divadlo, Stavovské). Vůbec poprvé v rámci českého cirkusového žánru zde bylo představováni čeští cirkusoví umělci, dříve vystupující téměř výhradně pod cizojazyčnými pseudonymy. Patrně v té době se rodina Beránkova nastěhovala do domu U kamenného stolu čp. 550/II na rohu Dobytčího trhu a Ječné ulice. Soubor zde však působil pouze po jednu sezónu, od roku 1851 je uváděn jako hrající v prostší dřevěné stavbě za městskými hradbami.
V dalších letech pak soubor pod Beránkovým vedením pokračoval v zájezdové činnosti. Roku 1853 se při zastávce ve Velkém Varadině dostal cirkus do vážných finančních problémů, které Beránka donutily prodat veškeré vybavení cirkusu. Z této finanční rány se jeho soubor již nikdy nevzpamatoval a patrně pak úplně zanikl. V Čechách poté několik let kolovala zvěst, že se měl celý cirkusový soubor utopit při potopení zaoceánské lodi při cestě do USA (to se zakládalo na skutečné události zániku tureckého cirkusu při plavbě v Černém moři).
Satirická báseň uveřejněná roku 1858 v Humoristických listech nepřímo naznačuje ukončení činnosti Beránkova souboru.
Riegrerův slovník naučný z roku 1874 uvádí Beránka jako žijícího, toho času zdržujícího se na Kavkaze.

### V umění
Zhlédnutím vystoupení v Beránkově cirkusu byl silně ovlivněn básník Karel Sabina, autor librera ke Smetanově opeře Prodaná nevěsta, který postavu siláka v komediantské scéně vytvořil podle u Beránka angažovaného artisty Vondříčka.
Činnost Beránkova cirkusu vzpomíná také fejetonista a básník Jan Neruda ve svých spisech, rovněž je Beránkův první český cirkus zmíněn v románu Eduarda Basse Cirkus Humberto.